# Cerro Campo Traviesa
El Cerro Campo Traviesa, o simplemente Cerro Traviesa (10°28′28″N 67°42′54″O / 10.474358, -67.714977) es una formación de montaña que forma parte de la falda norte del Parque nacional Henri Pittier al este de Ocumare de la Costa, Venezuela. El Cerro Traviesa hace continuidad en dos vertientes. La vertiente Oeste acaba en una pequeña bahía llamada playa catica. La vertiente Este hace proyección con el Mar Caribe por medio de los acantilados de Punta Galindo. Su falda sur contiene el principal trayecto de la carretera a Cuyagua en el Este del municipio Ocumare de la Costa de Oro. 

## Ubicación
El Cerro Traviesa es parte del límite norte de la Parroquia Ocumare de la Costa entre la bahía de Cata y Cuyagua. Colinda hacia el Este con el valle de Cuyagua y la fila montañosa que culmina en la playa Uricaro. Hacia el Sur se continúa hasta el parque nacional Henri Pittier, rodeado de varios picos y cerros: Cerro Colorado, Cerro La Glorieta, Cerro Jujure, Cerro Bramado, Cerro Deleite y el Cerro Perú. Desde Cerro Traviesa se alcanza acceso al Río Cata, Río Chiquito, la Quebrada Don Pancho, Quebrada San Juan, Quebrada Lucía, Quebrada La Rinconada y la Quebrada Las Trojas. El Cerro Traviesa no posee vías de acceso directos ni cortafuegos. Se puede llegar escalando el Cerro desde la carretera Cata-Cuyagua.

## Topografía
Las características topográficas son clásicas de los picos y montañas de la falda norte del Parque Henri Pittier con una elevación larga y estrecha y los lados empinados, con una cresta más o menos continua que culmina en el Mar Caribe. La vegetación se caracteriza por la mezcla de bosques caducos montañosos y nublados que acaban en el ecotono tropófilo, el cual sustituye los antiguos bosques caducos destruidos por el hombre, principalmente por la quema de los cerros. 

## Susceptibilidad
El cerro Traviesa es parte de un sector montañoso entre 3500 y 4000 hectáreas que se clasifican dentro de una ocurrencia de incendio que es casi nula o con una frecuencia mayor de dos años entre incendios. Sin embargo, entre 150 y 200 hectáreas en los alrededores del Cerro Traviesa están en muy cercana proximidad al contacto humano por la carretera a Cuyagua. Ello hace que se clasifique esta región como extrema suscestibilidad, donde la frecuencia de incendio es de una vez por año. Estas son áreas de máxima prioridad que requieren la mayor vigilancia y
prevención, ya que el no control ocasionaría la intervención de las zonas vitales de la hidrología, fauna y bosque del parque nacional Henri Pittier.